# L'estrany amor de Martha Ivers
L'estrany amor de Martha Ivers (original: The Strange Love of Martha Ivers) és una pel·lícula estatunidenca de cinema negre dirigida per Lewis Milestone, estrenada el 1946 i doblada al català. És una pel·lícula en blanc i negre protagonitzada per Barbara Stanwyck, Van Heflin, Lizabeth Scott i Kirk Douglas en el seu debut en el cinema. La pel·lícula es basa en el conte Love Lies Bleeding del dramaturg John Patrick, que va utilitzar el pseudònim Jack Patrick, i va ser produïda per Hal B. Wallis. El guió va ser escrit per Robert Rossen i Robert Riskin, que no surt als crèdits, i el film va ser dirigit per Lewis Milestone. La pel·lícula es va presentar el 1947 al Festival Internacional de Cinema de Cannes.
El 1974, la pel·lícula va entrar en la llista de pel·lícules en el domini públic als EUA a causa d'un error dels sol·licitants del copyright en el registre de copyright en el 28è any després de la publicació.

## Argument
Tres amics de la infantesa, Martha, Walter i Sam, comparteixen un terrible secret. Amb el pas del temps, l'ambiciosa Martha (Stanwyck) i el pusil·lànime Walter (Douglas) s'han casat: ella és una brillant empresària, ell és el fiscal del districte; ambdós dominen la ciutat d'Iverstown. Però, la inesperada tornada de Sam (Heflin) a la ciutat, després de molts anys d'absència, pertorba profundament les seves vides. Martha li demana que mati el seu marit gelós i alcohòlic.

## Repartiment
- Barbara Stanwyck: Martha Ivers
- Van Heflin: Sam Masterson
- Lizabeth Scott: Toni Marachek
- Kirk Douglas: Walter O'Neil
- Judith Anderson: Mrs Ivers
- Roman Bohnen: Mr O'Neil
- Darryl Hickman: Sam Masterson, de nen
- Janis Wilson: Martha Ivers, de nena
- Ann Doran: la secretària
- James Flavin: el detectiu

## Al voltant de la pel·lícula
- Robert Aldrich és l'ajudant de direcció de la pel·lícula, i Blake Edwards hi fa el paper d'un mariner.